# ルサ1世
ルサ1世（Rusa I）は、ウラルトゥの王。在位：紀元前735年頃 - 紀元前714年。アッシリア帝国による攻勢にさらされた王国の維持に努めたが、サルゴン2世に敗れて自殺した。

## 来歴

紀元前714年当時のウラルトゥ領（黄色）。紫色はアッシリア領、赤い破線はサルゴン2世の進撃路を示す

### 王国維持の努力

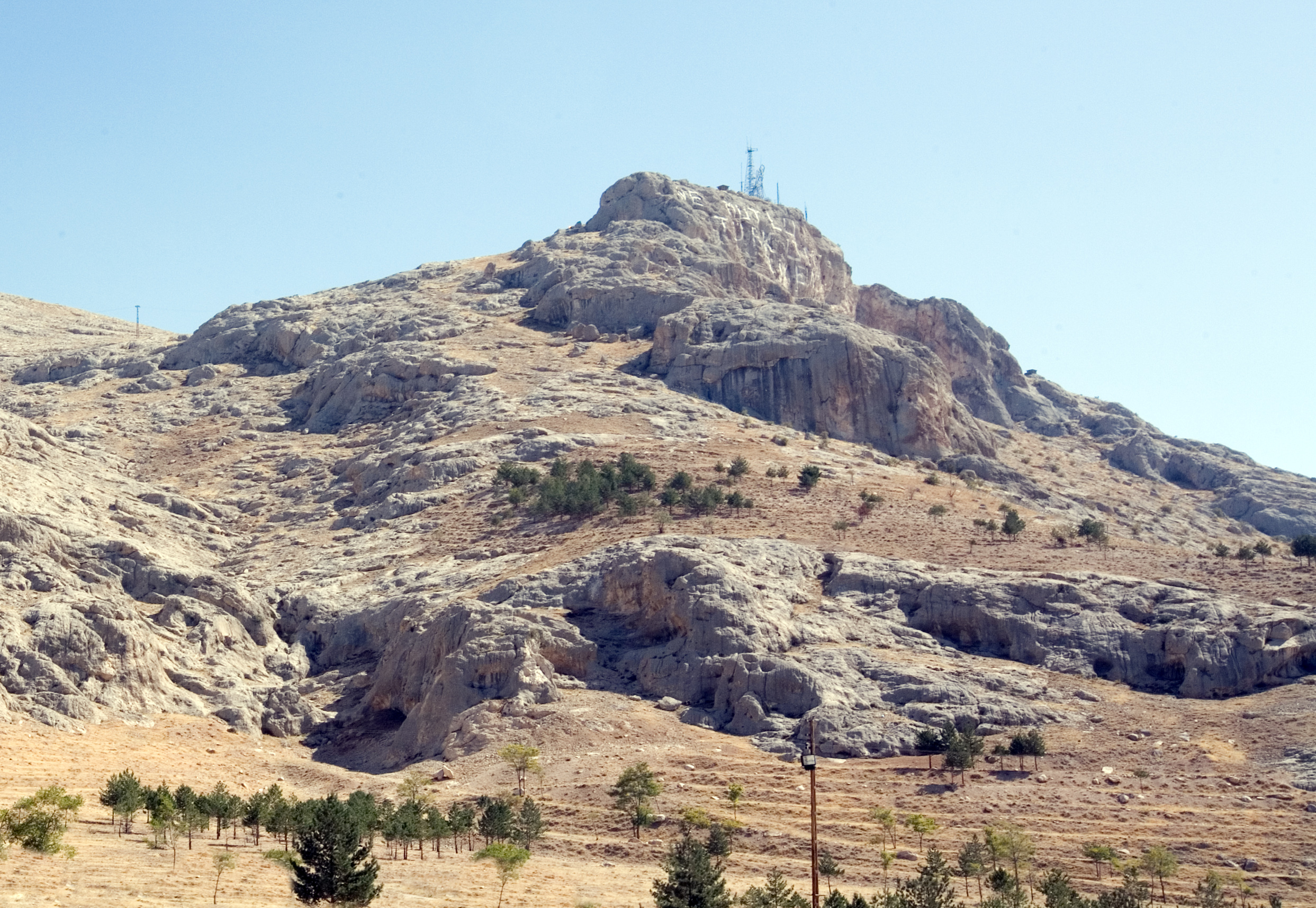
ルサヒニリの遺跡であるトプラクカレ（トルコ）

ウラルトゥ王サルドゥリ2世の息子。父は死の直前にアッシリア王ティグラト・ピレセル3世に大敗し、王国は危機にさらされていた。この敗北はルサの曽祖父イシュプイニがハルディ神をウラルトゥの主神にして以来初めてのことであり、ウラルトゥ王の権威の源である「ハルディ神の武器」が「アッシュル神の武器」に敗れたことは、王国の人心を乱れさせた。ユーフラテス河以西の領土は失われ、属国にはこれを好機にアッシリアに寝返ったり独立する者が相次いだ。
このような状況の中、ルサは武力を用いることなく自ら領内を巡幸してウラルトゥ王の権威回復に努めた。このことは彼がその碑文に「二頭立ての戦車と自らの手で、王国を取り戻した」と記したことから窺える。ルサはムサシルを中心としたハルディ神崇拝を重視し、これを権威付けに利用した。
ティグラト・ピレセル3世がアッシリア国内の内政に忙殺され、ウラルトゥへの攻撃の手を緩めたことも幸いした。さらに紀元前727年にその跡を継いだシャルマネセル5世も西方のフェニキアやイスラエルに矛先を転じたため、ルサは北方のトランスコーカサス征服を行い、またアッシリアとの国境地帯を回復することが出来た。さらに首都トゥシュパ（ヴァン）の近くに新都ルサヒニリを建設し、また北辺のセヴァン湖周辺に二つの砦を建設した。トゥシュパやルサヒニリの飲料水や周辺の灌漑用水を確保するため、ルサは貯水池を作って地中に水道管を敷設した。このことはヴァンの近くで1891年に発見されたケシシュ・ギョル碑文に記されている。

### サルゴン2世のウラルトゥ討伐
紀元前722年に好戦的なサルゴン2世がアッシリア王に即位すると、ウラルトゥをめぐる情勢は悪化した。サルゴンは新都ドゥル・シャルキンを建設したが、その遺跡からは粘土板文書が発見されており、アッシリアが収集したウラルトゥに関する情報が詳しく伝えられている。即位当初は西方への遠征に従事したサルゴンは、紀元前718年に矛先を北方の宿敵ウラルトゥに向けた。まずウルミア湖周辺地域に繰り返し出兵してウラルトゥに服属するマンナエ人を攻撃し、アッシリア側への寝返りに努めた。ルサはいったんアッシリアに服属したマンナエ人を再びウラルトゥに服属させ、こうした状況が3年続いた。

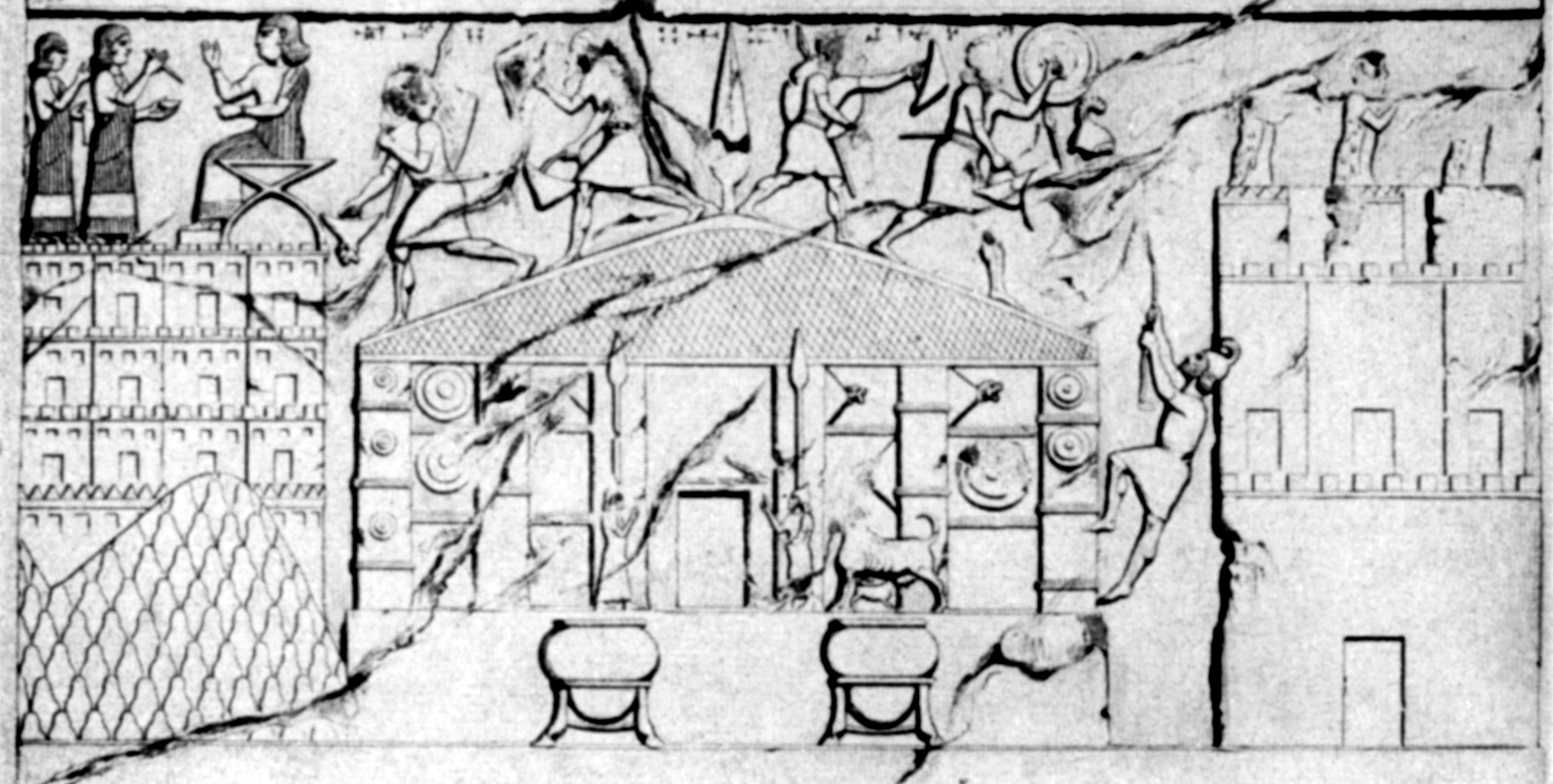
アッシリア軍に略奪されるムサシルのハルディ神殿。左上ではアッシリアの書記がこの様子を記録している（ドゥル・シャルキンの宮殿を飾ったレリーフ画）

紀元前714年、サルゴンはルサが北方のキンメリア人討伐に失敗したという報せを受け、出陣を決意した。サルゴンはウルミア湖地方に進撃したが、そこでルサ率いるウラルトゥ軍がアッシリア軍の背後を突くべく進軍中であるという情報を得た。サルゴンは裏をかいてウラルトゥ軍の野営地を夜襲し、これを潰走させた。サルゴンは北に進んでウルフ市を破壊しヴァン湖に到達した。偵察の結果サルゴンは首都トゥシュパを素通りしてアルギシュティヒニリとウアイアスを攻略した。ドゥル・シャルキンに凱旋したサルゴンは、アッシリアの攻撃を恐れたルサが財物をトゥシュパからムサシルに移したという情報を得た。ウラルトゥの宗教中心地であったムサシルは、険しい山中にあって安全と思われたためである。サルゴンはすかさず軍を発し、森に覆われた険しいザグロス山脈を越えてムサシルを攻撃し、財物を略奪してウラルトゥの主神ハルディの神殿を辱め、これを破壊した。
ムサシル陥落の報に衝撃を受け絶望したルサは、サルゴンの伝えるところによれば、髪を振り乱して胸に手を当てて絶叫し、自ら剣をとって自殺したという。ムサシル陥落はウラルトゥの衰退を決定的にする出来事となった。ルサの跡は息子のアルギシュティ2世が継ぎ、以後ウラルトゥは北方の新領土であるトランスコーカサス地方に活路を見出すことになるのだが、北方にはキンメリアやスキタイといった遊牧民の影が迫っていた。